# 四川省語言文字工作委員會
四川省语言文字工作委员会，簡稱四川省語委，主管四川省的語言文字工作。四川省教育厅社会与民办教育处加挂四川省语言文字工作委员会办公室牌子。

## 领导
2015年，办公室主任赖英莉。